# 周繼夏
周繼夏（1538年—？），字以亨，浙江紹興府諸暨縣人，民籍，明朝政治人物。

## 生平
隆慶元年（1567年）丁卯科順天府鄉試第二十七名舉人。隆慶二年（1568年）中式戊辰科會試第三百六十二名，三甲第十八名進士。授袁州府推官，萬曆三年（1575年）升常州府通判，五年致仕。

## 家族
曾祖周湘；祖父周昺；父周理，母石氏；繼母石氏。慈侍下。